# Turner Falls
Die Turner Falls sind ein Wasserfall im Fiordland-Nationalpark auf der Südinsel Neuseelands. Östlich des Milford Sound/Piopiotahi liegt er in den Darran Mountains der Neuseeländischen Alpen im Lauf des Cleft Creek, des Ablaufs des Lake Turner, der in östlicher Fließrichtung einige Kilometer hinter dem Wasserfall in den Hollyford River mündet. Seine Gesamtfallhöhe über zwei Fallstufen beträgt 384 Meter. Die höhere beider Fallstufen misst 314 Meter.